# Kallima inachus
Kallima inachus Boisduval, 1836 é uma espécie de inseto da ordem Lepidoptera; uma borboleta da família Nymphalidae e subfamília Nymphalinae com subespécies que se distribuem pela região dos Himalaias, Índia, China, Japão (localidade tipo: Okinawa), Taiwan, Indochina e península Malaia. Macho e fêmea são muito semelhantes, mas fêmeas geralmente são maiores e mais avermelhadas na parte inferior. Esta borboleta também exibe polifenismo, ou seja, existem formas de estação seca e de estação chuvosa que diferem na sua coloração e tamanho, com as de estação chuvosa tendendo a ser menores. É caracterizada por apresentar asas de um azulado metálico, com uma faixa contínua, de amarelo-escura a laranja, e áreas enegrecidas no ápice das asas anteriores, com duas pontuações brancas em cada asa anterior (a maior delas numa mancha circular bem característica, entre a área amarela e azul), vista por cima; e com padronagem de folha seca em vista inferior, variando muito de um inseto para outro (não havendo duas borboletas que possuam exatamente o mesmo tom de cor; algumas marcadas com pintas, como folhas em decomposição); contendo tons de creme, amarelo, castanho e negro e com áreas mais escurecidas que lembram as nervuras de uma folha. A semelhança desta "borboleta-folha" com uma folha seca é extremamente realista e lhes dá sua denominação vernácula, em inglês: Orange Oakleaf, Indian Oakleaf ou Dead Leaf (na tradução para o português, "folha-de-carvalho-laranja", "folha-de-carvalho-indiana" ou "folha-morta"). Suas lagartas se alimentam de plantas dos gêneros Girardinia (família Urticaceae), Polygonum (família Polygonaceae), Prunus (família Rosaceae; pessegueiro), Acanthus, Hygrophila, Lepidagathis e Strobilanthes (família Acanthaceae).

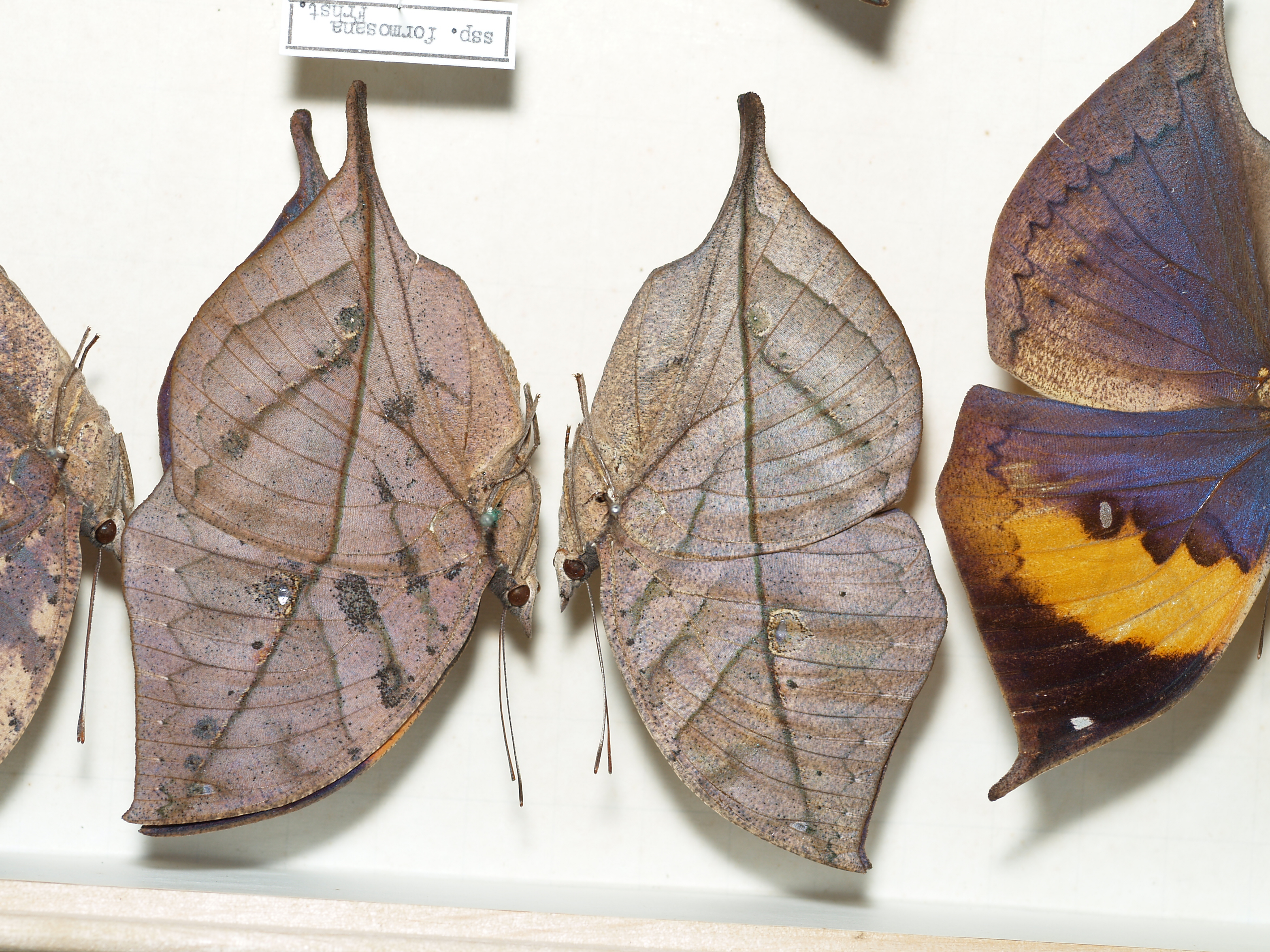
Vistas inferiores e vista superior de K. inachus.
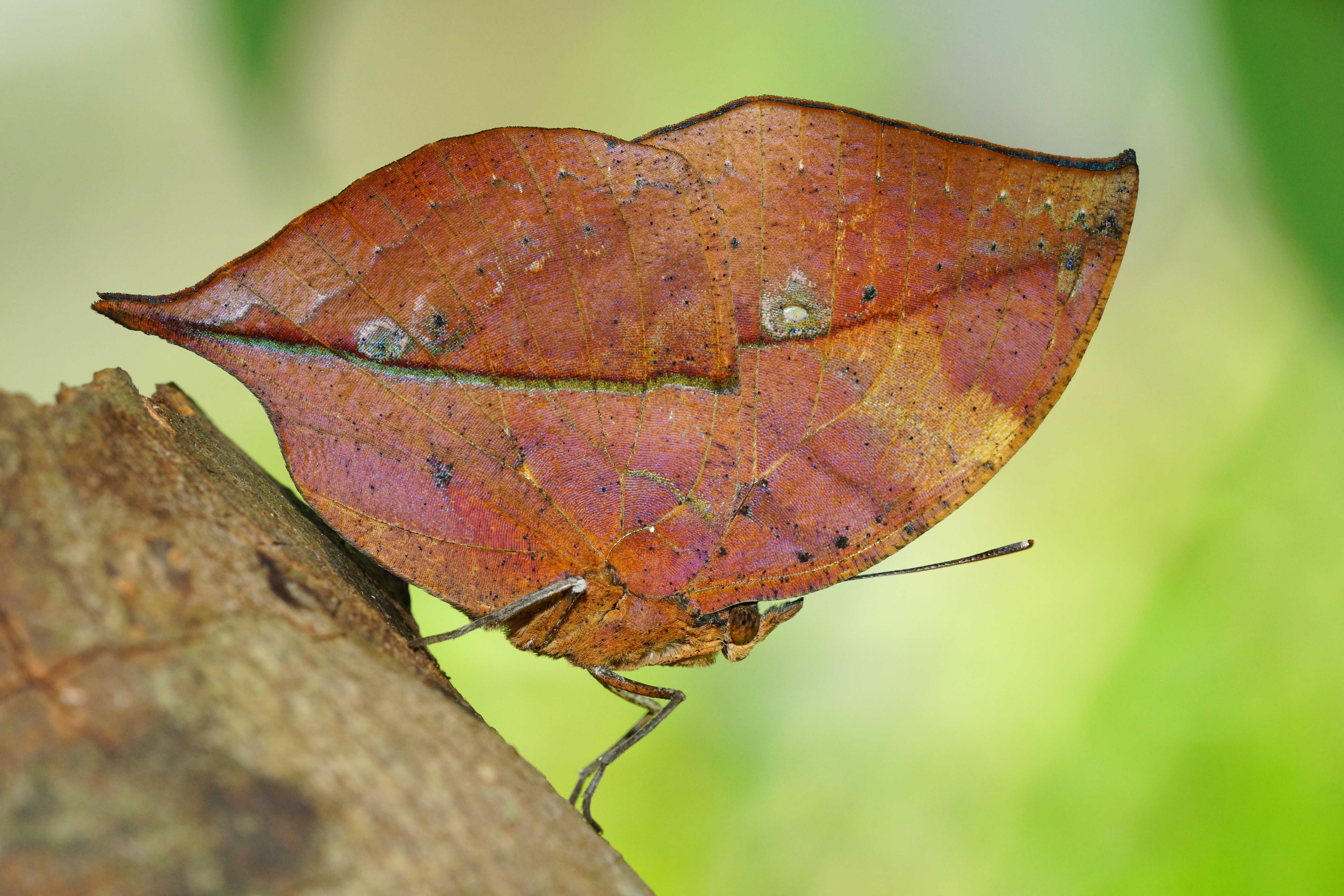
Vista inferior de K. inachus ssp. formosana, de Taiwan.
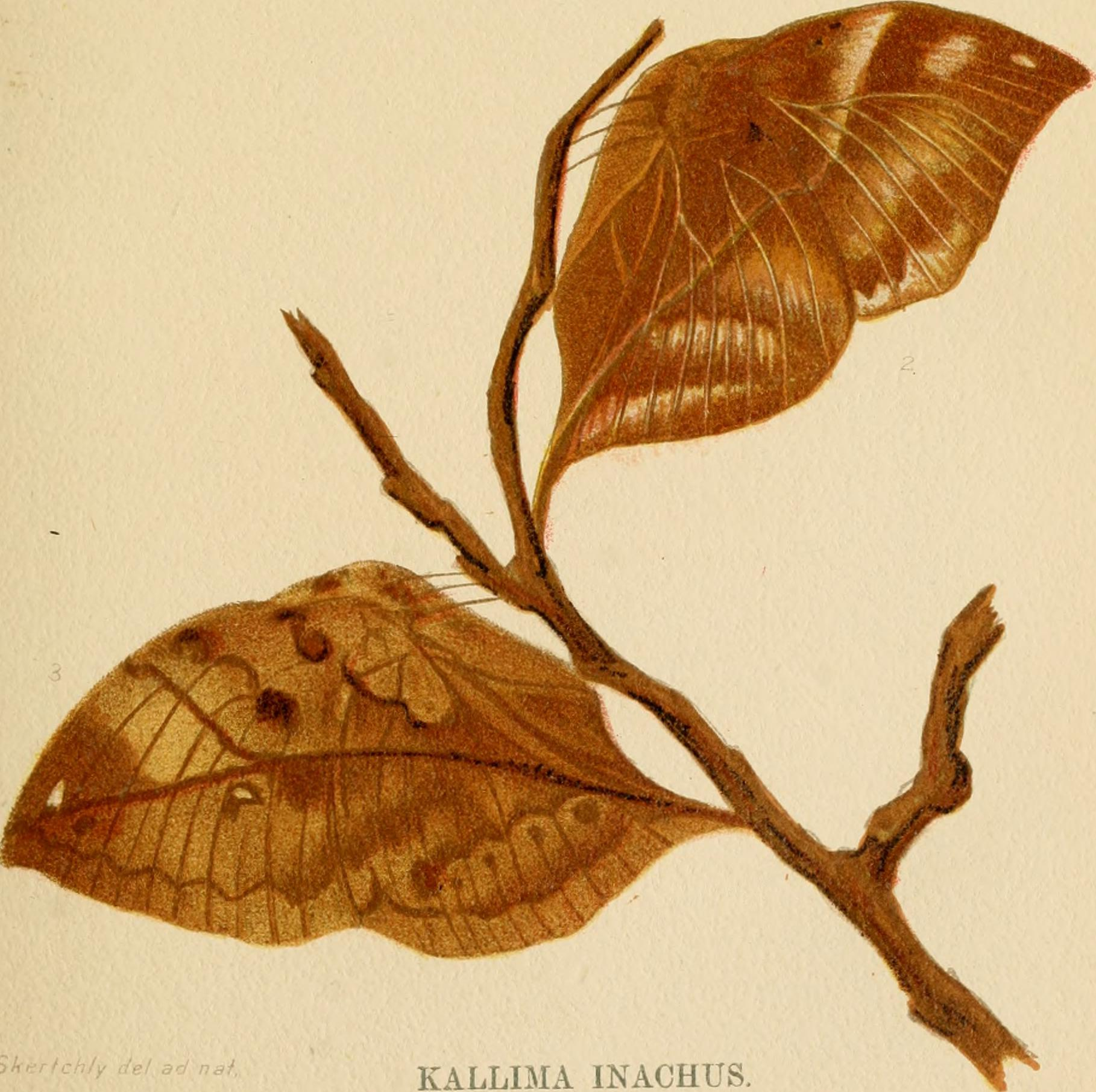
Vista inferior de K. inachus; ilustrações da página 48 de Colouration in animals and plants (1886).

## Hábitos, habitat e vulnerabilidade
Kallima inachus vive principalmente em florestas latifoliadas de altitudes entre 500 a 1.200 metros. De manhã os adultos descem de seus locais de descanso, durante a noite, para se acomodar em uma postura de cabeça para baixo em caules lenhosos ou em vegetação baixa. Se a luz do sol for fraca, geralmente se posicionam com as suas asas completamente abertas para absorvê-la. Em repouso, de asas fechadas, são praticamente impossíveis de se detectar devido à sua camuflagem incrivelmente eficaz. Voam ao solo para alimentar-se de frutos caídos, em fermentação, sendo atraídos por pêra, maçã, banana, melancia, laranja e caqui; podendo também ingerir a seiva de árvores exsudadas ou esterco como nutrientes suplementares, ocasionalmente visitando flores. Em muitas áreas, as populações selvagens diminuíram drasticamente com o aumento da destruição e fragmentação de seus habitats.

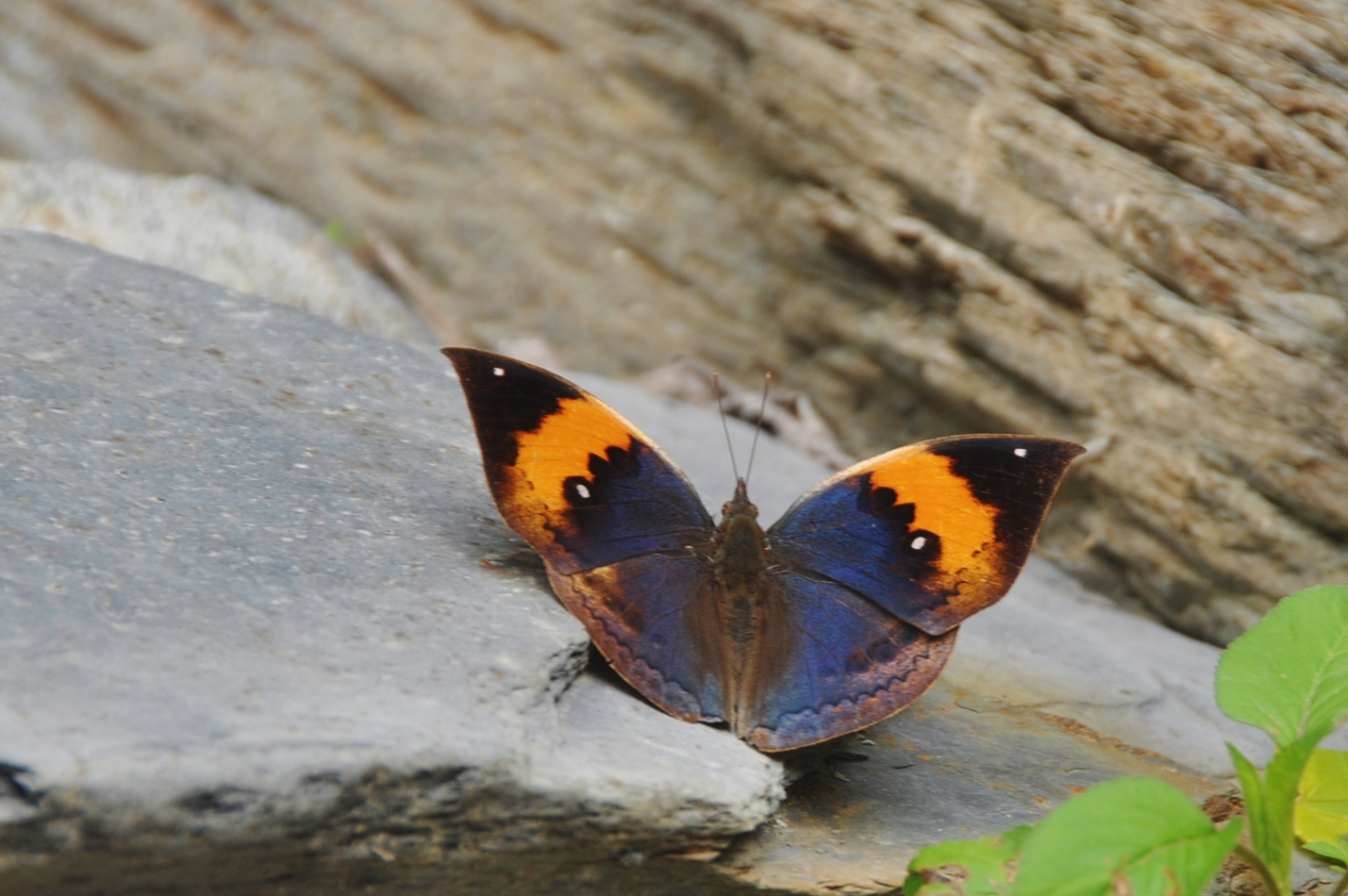
Vista superior de K. inachus pousada em seu habitat, de asas abertas.
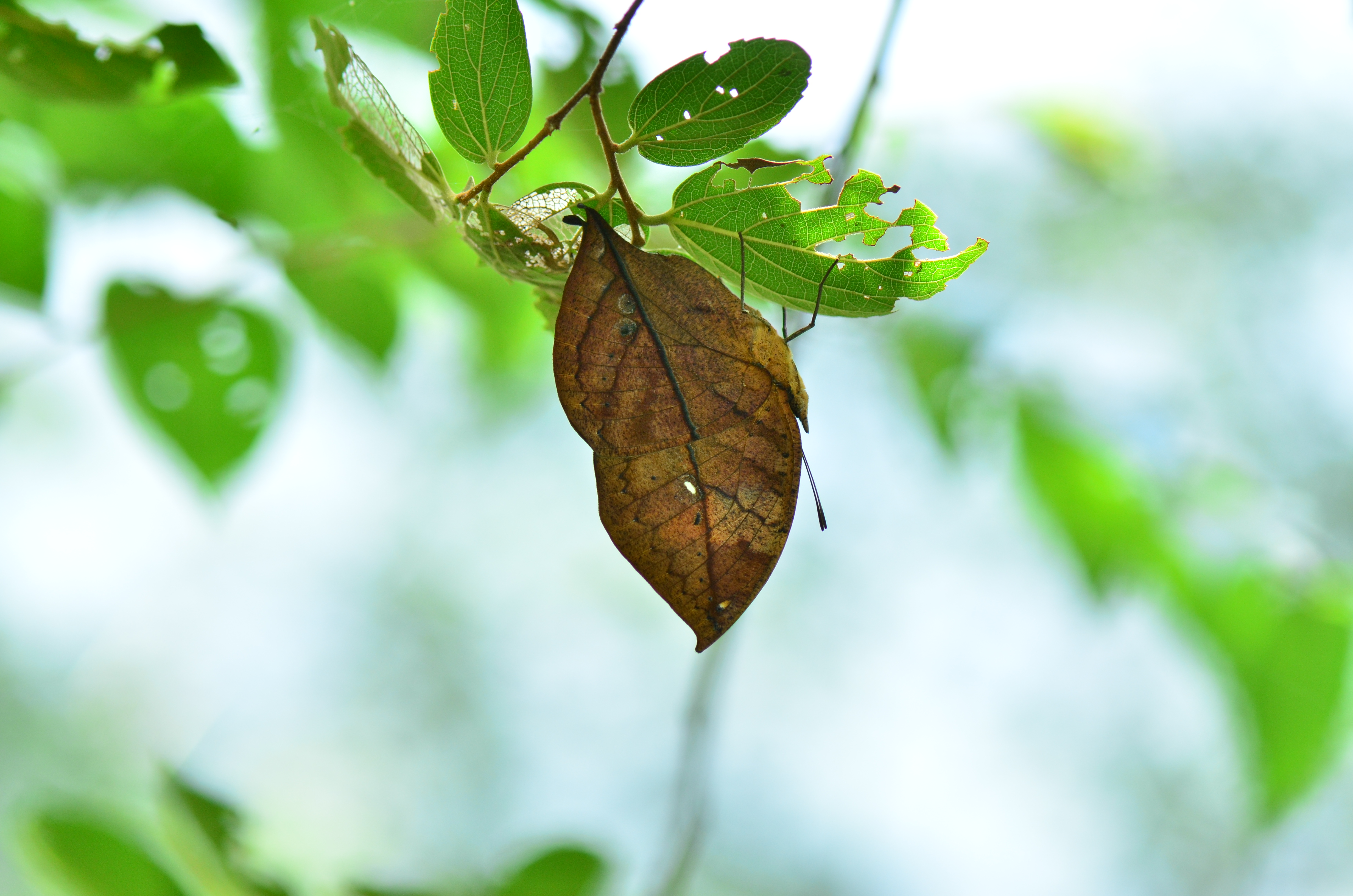
Vista inferior de K. inachus em sua posição invertida de pouso, de asas fechadas.
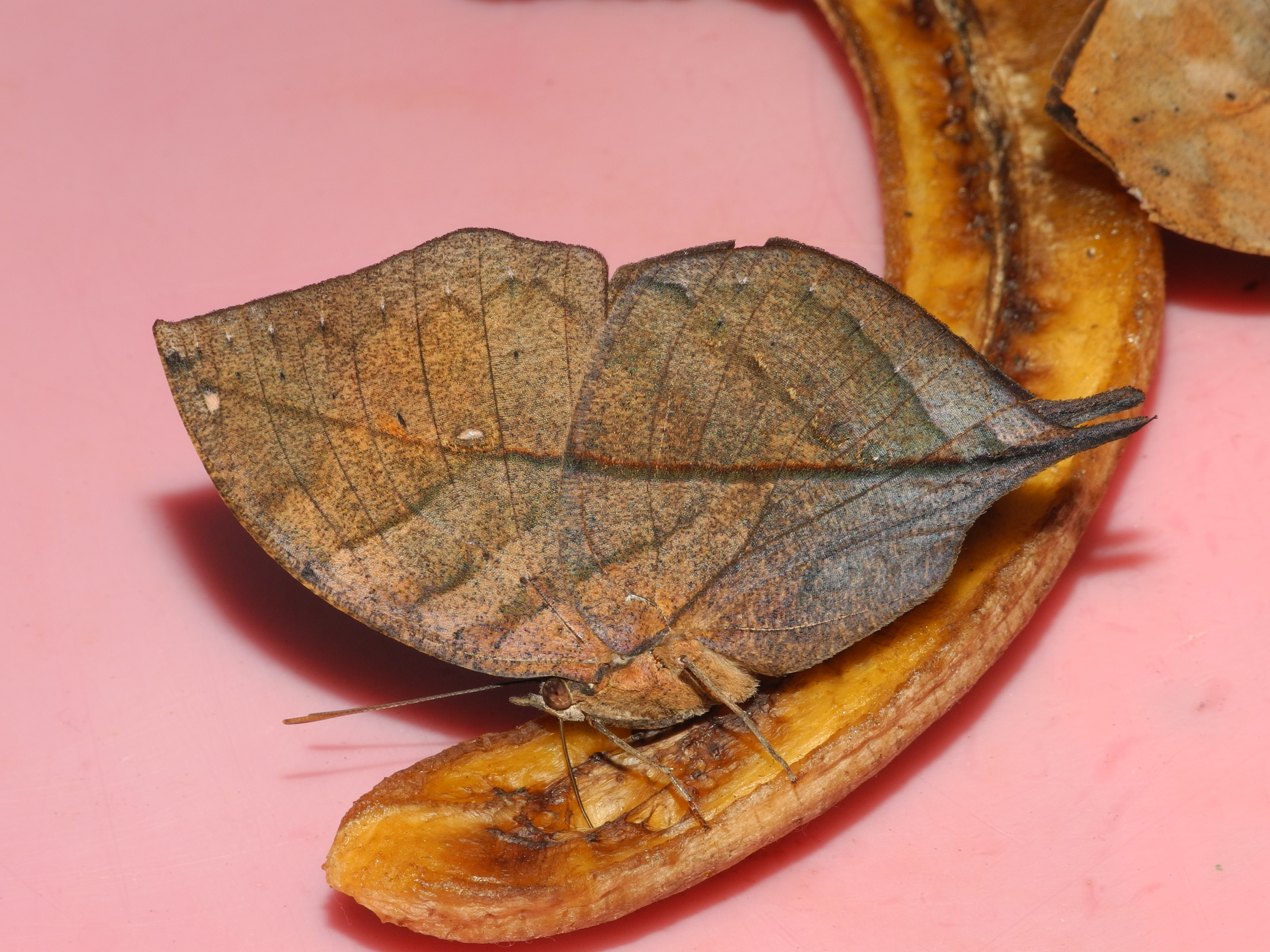
Vista inferior de K. inachus; pousada, extraindo nutrientes em banana fermentada.